# Fundo das Figueiras
Fundo das Figueiras (en créole du Cap-Vert écrit en ALUPEC Funda das Figéras ou Funda das F’géras) est un village de l'archipel du Cap-Vert, situé dans la partie orientale de l’île de Boa Vista.

## Géographie
Le village est à environ 21 km à l'est de la capitale insulaire, Sal Rei. À 2 km au sud de Fundo de Figueiras, se trouve le village de Cabeça dos Tarrafes et à 8 km au sud-est celui de Ponta Meringuel, qui est le point le plus oriental du Cap-Vert.

## Culture locale et patrimoine

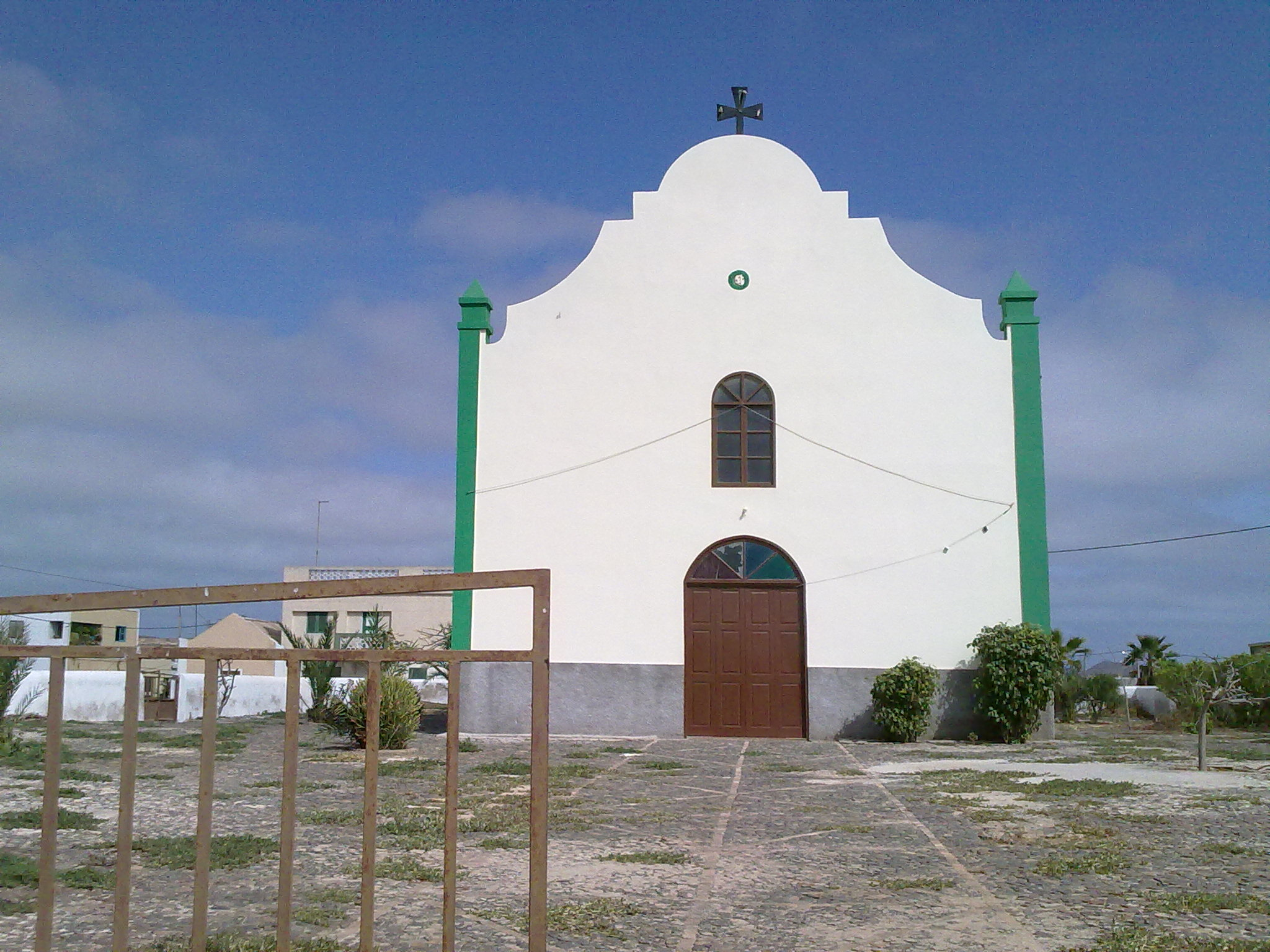
Eglise Saint-Jean-Baptiste

L'église São João Baptista (Saint-Jean-Baptiste) a donné son nom au diocèse de São João Baptista. En juin, le village célèbre, en commun avec le village voisin de João Galego, les fêtes de São João Baptista, avec diverses activités (messe du soir, procession, (course de chevaux, déjeuner collectif, vente aux enchères paroissiale et bal).